# Gomesa
Gomesa је род, из породице орхидеја Orchidaceae. Род има 119 врста, пореклом из Јужне Америке.

## Врсте

### a
1. Gomesa adamantina  (Marçal & Cath.) M.W.Chase & N.H.Williams  (2009)
2. Gomesa albinoi  (Schltr.) M.W.Chase & N.H.Williams (2009)
3. Gomesa alpina  Porsch (1908)

### b
1. Gomesa barbaceniae  (Lindl.) M.W.Chase & N.H.Williams (2009)
2. Gomesa barbata  (Lindl.) M.W.Chase & N.H.Williams (2009)
3. Gomesa barkeri  (Hook.) Rolfe (1901)
4. Gomesa bicolor  (Lindl.) M.W.Chase & N.H.Williams (2009)
5. Gomesa bifolia  (Sims) M.W.Chase & N.H.Williams (2009)
6. Gomesa blanchetii  (Rchb.f.) M.W.Chase & N.H.Williams (2009)
7. Gomesa bohnkiana  (V.P.Castro & G.F.Carr) M.W.Chase & N.H.Williams (2009)
8. Gomesa brasiliensis  (Rolfe) M.W.Chase & N.H.Williams (2009)
9. Gomesa brieniana  (Rchb.f.) M.W.Chase & N.H.Williams (2009)

### c
1. Gomesa caldensis  (Rchb.f.) M.W.Chase & N.H.Williams (2009)
2. Gomesa calimaniana  (Guiard) M.W.Chase & N.H.Williams (2009)
3. Gomesa carlosregentii  Lückel (2010)
4. Gomesa chapadensis  (V.P.Castro & Campacci) M.W.Chase & N.H.Williams (2009)
5. Gomesa chrysoptera  (Lindl.) M.W.Chase & N.H.Williams (2009)
6. Gomesa chrysopterantha  (Lückel) M.W.Chase & N.H.Williams (2009)
7. Gomesa ciliata  (Lindl.) M.W.Chase & N.H.Williams (2009)
8. Gomesa cogniauxiana  (Schltr.) M.W.Chase & N.H.Williams (2009)
9. Gomesa colorata  (Königer & J.G.Weinm.) M.W.Chase & N.H.Williams (2009)
10. Gomesa concolor  (Hook.) M.W.Chase & N.H.Williams (2009)
11. Gomesa cornigera  (Lindl.) M.W.Chase & N.H.Williams (2009)
12. Gomesa crispa  (Lindl.) Klotzsch ex Rchb.f. (1852)
13. Gomesa croesus  (Rchb.f.) M.W.Chase & N.H.Williams (2009)
14. Gomesa cruciata  (Rchb.f.) M.W.Chase & N.H.Williams (2009)
15. Gomesa culuenensis  (Docha Neto & Benelli) Lückel (2010)
16. Gomesa cuneata  (Scheidw.) M.W.Chase & N.H.Williams (2009)

### d
1. Gomesa damacenoi  (Chiron & V.P.Castro) M.W.Chase & N.H.Williams (2009)
2. Gomesa dasytyle  (Rchb.f.) M.W.Chase & N.H.Williams (2009)
3. Gomesa discifera  (Lindl.) M.W.Chase & N.H.Williams (2009)
4. Gomesa divaricata  Hoffmanns. ex Schltr. (1926)
5. Gomesa doeringii  (Hoehne) Pabst (1967)
6. Gomesa doniana  (Bateman ex W.H.Baxter) M.W.Chase & N.H.Williams (2009)
7. Gomesa duseniana  Kraenzl. (1921)

### e
1. Gomesa echinata  (Barb.Rodr.) M.W.Chase & N.H.Williams (2009)
2. Gomesa edmundoi  (Pabst) M.W.Chase & N.H.Williams (2009)
3. Gomesa eleutherosepala  (Barb.Rodr.) M.W.Chase & N.H.Williams (2009)
4. Gomesa emiliana  H.Barbosa (1920)
5. Gomesa emilii  (Schltr.) M.W.Chase & N.H.Williams (2009)

### f
1. Gomesa fischeri  Regel (1856)
2. Gomesa flexuosa  (Lodd.) M.W.Chase & N.H.Williams (2009)
3. Gomesa foliosa  (Hook.) Klotzsch ex Rchb.f. (1852)
4. Gomesa forbesii  (Hook.) M.W.Chase & N.H.Williams (2009)
5. Gomesa fuscans  (Rchb.f.) M.W.Chase & N.H.Williams (2009)
6. Gomesa fuscopetala  (Hoehne) M.W.Chase & N.H.Williams (2009)

### g
1. Gomesa gardneri  (Lindl.) M.W.Chase & N.H.Williams (2009)
2. Gomesa gilva  (Vell.) M.W.Chase & N.H.Williams (2009)
3. Gomesa glaziovii  Cogn. (1905)
4. Gomesa gomezoides  (Barb.Rodr.) Pabst (1967)
5. Gomesa gracilis  (Lindl.) M.W.Chase & N.H.Williams (2009)
6. Gomesa gravesiana  (Rolfe) M.W.Chase & N.H.Williams (2009)
7. Gomesa gutfreundiana  (Chiron & V.P.Castro) M.W.Chase & N.H.Williams (2009)

### h
1. Gomesa handroi  (Hoehne) Pabst (1967)
2. Gomesa herzogii  (Schltr.) Lückel (2010)
3. Gomesa hookeri  (Rolfe) M.W.Chase & N.H.Williams (2009)
4. Gomesa hydrophila  (Barb.Rodr.) M.W.Chase & N.H.Williams (2009)

### i
1. Gomesa imperatoris-maximiliani  (Rchb.f.) M.W.Chase & N.H.Williams (2009)
2. Gomesa insignis  (Rolfe) M.W.Chase & N.H.Williams (2009)
3. Gomesa isoptera  (Lindl.) M.W.Chase & N.H.Williams (2009)
4. Gomesa itapetingensis  (V.P.Castro & Chiron) M.W.Chase & N.H.Williams (2009)

### j
1. Gomesa jucunda  (Rchb.f.) M.W.Chase & N.H.Williams (2009)

### k
1. Gomesa kautskyi  (Pabst) M.W.Chase & N.H.Williams (2009)

### l
1. Gomesa laxiflora  (Lindl.) Klotzsch ex Rchb.f. (1852)
2. Gomesa leinigii  (Pabst) M.W.Chase & N.H.Williams (2009)
3. Gomesa lietzei  (Regel) M.W.Chase & N.H.Williams (2009)
4. Gomesa loefgrenii  (Cogn.) M.W.Chase & N.H.Williams (2009)
5. Gomesa longicornu  (Mutel) M.W.Chase & N.H.Williams (2009)
6. Gomesa longipes  (Lindl.) M.W.Chase & N.H.Williams (2009)

### m
1. Gomesa macronyx  (Rchb.f.) M.W.Chase & N.H.Williams (2009)
2. Gomesa macropetala  (Lindl.) M.W.Chase & N.H.Williams (2009)
3. Gomesa majevskyi  (Toscano & V.P.Castro) M.W.Chase & N.H.Williams (2009)
4. Gomesa marshalliana  (Rchb.f.) M.W.Chase & N.H.Williams (2009)
5. Gomesa martiana  (Lindl.) M.W.Chase & N.H.Williams (2009)
6. Gomesa messmeriana  (Campacci) Laitano (2010)
7. Gomesa microphyta  (Barb.Rodr.) M.W.Chase & N.H.Williams (2009)
8. Gomesa micropogon  (Rchb.f.) M.W.Chase & N.H.Williams (2009)
9. Gomesa montana  (Barb.Rodr.) M.W.Chase & N.H.Williams (2009)

### n
1. Gomesa neoparanaensis  M.W.Chase & N.H.Williams (2009)
2. Gomesa nitida  (Barb.Rodr.) M.W.Chase & N.H.Williams (2009)
3. Gomesa novaesae  (Ruschi) Fraga & A.P.Fontana, Phytotaxa 20: 57. (2011)

### o
1. Gomesa ouricanensis  (V.P.Castro & Campacci) M.W.Chase & N.H.Williams (2009)

### p
1. Gomesa pabstii  (Campacci & C.Espejo) M.W.Chase & N.H.Williams (2009)
2. Gomesa paranaensis  Kraenzl. (1911)
3. Gomesa paranapiacabensis  (Hoehne) M.W.Chase & N.H.Williams (2009)
4. Gomesa paranensoides  M.W.Chase & N.H.Williams (2009)
5. Gomesa pardoglossa  (Rchb.f.) M.W.Chase & N.H.Williams (2009)
6. Gomesa pectoralis  (Lindl.) M.W.Chase & N.H.Williams (2009)
7. Gomesa petropolitana  (Pabst) M.W.Chase & N.H.Williams (2009)
8. Gomesa planifolia  (Lindl.) Klotzsch ex Rchb.f. (1852)
9. Gomesa praetexta  (Rchb.f.) M.W.Chase & N.H.Williams (2009)
10. Gomesa pubes  (Lindl.) M.W.Chase & N.H.Williams (2009)
11. Gomesa pulchella  (Regel) M.W.Chase & N.H.Williams (2009)

### r
1. Gomesa radicans  (Rchb.f.) M.W.Chase & N.H.Williams (2009)
2. Gomesa ramosa  (Lindl.) M.W.Chase & N.H.Williams (2009)
3. Gomesa ranifera  (Lindl.) M.W.Chase & N.H.Williams (2009)
4. Gomesa recurva  R.Br. (1815)
5. Gomesa reducta  (Kraenzl.) M.W.Chase & N.H.Williams (2009)
6. Gomesa reichertii  (L.C.Menezes & V.P.Castro) M.W.Chase & N.H.Williams (2009)
7. Gomesa riograndensis  (Cogn.) M.W.Chase & N.H.Williams (2009)
8. Gomesa riviereana  (Wibier) M.W.Chase & N.H.Williams (2009)
9. Gomesa rupestris  (Docha Neto) Lückel (2010)

### s
1. Gomesa salesopolitana  (V.P.Castro & Chiron) M.W.Chase & N.H.Williams (2009)
2. Gomesa sarcodes  (Lindl.) M.W.Chase & N.H.Williams (2009)
3. Gomesa sellowii  (Cogn.) M.W.Chase & N.H.Williams (2009)
4. Gomesa sessilis  Barb.Rodr. (1877)
5. Gomesa silvana  (V.P.Castro & Campacci) M.W.Chase & N.H.Williams (2009)
6. Gomesa sincorana  (Campacci & Cath.) M.W.Chase & N.H.Williams (2009)
7. Gomesa spiloptera  (Lindl.) M.W.Chase & N.H.Williams (2009)

### u
1. Gomesa uhlii  (Chiron & V.P.Castro) M.W.Chase & N.H.Williams (2009)
2. Gomesa uniflora  (Booth ex Lindl.) M.W.Chase & N.H.Williams (2009)

### v
1. Gomesa varicosa  (Lindl.) M.W.Chase & N.H.Williams (2009)
2. Gomesa velteniana  (V.P.Castro & Chiron) M.W.Chase & N.H.Williams (2009)
3. Gomesa venusta  (Drapiez) M.W.Chase & N.H.Williams (2009)
4. Gomesa viperina  (Lindl.) M.W.Chase & N.H.Williams (2009)

### w
1. Gomesa warmingii  (Rchb.f.) M.W.Chase & N.H.Williams (2009)
2. Gomesa welteri  (Pabst) M.W.Chase & N.H.Williams (2009)
3. Gomesa widgrenii  (Lindl.) M.W.Chase & N.H.Williams (2009)
4. Gomesa williamsii  (Schltr.) M.W.Chase & N.H.Williams (2009)

### z
1. Gomesa zappii  (Pabst) M.W.Chase & N.H.Williams (2009)

## ×
1. Gomesa × amicta  (Lindl.) M.W.Chase & N.H.Williams (2009) = (Gomes lietzei × Gomesa sarcodes)
2. Gomesa × colnagoi  (Pabst) M.W.Chase & N.H.Williams (2009) = (Gomesa forbesii × Gomesa zappii)
3. Gomesa × lita  (Rchb.f.) M.W.Chase & N.H.Williams (2009) = (Gomes forbesii × Gomesa imperatoris-maximiliani)
4. Gomesa × scullyi  (Pabst & A.F.Mello) M.W.Chase & N.H.Williams (2009) = (Gomes gardneri × Gomesa gravesiana)
5. Gomesa × terassaniana  (Campacci) J.M.H.Shaw (2011) = (Gomes blanchetii × Gomesa sarcodes)